# Amtsgericht Hötensleben

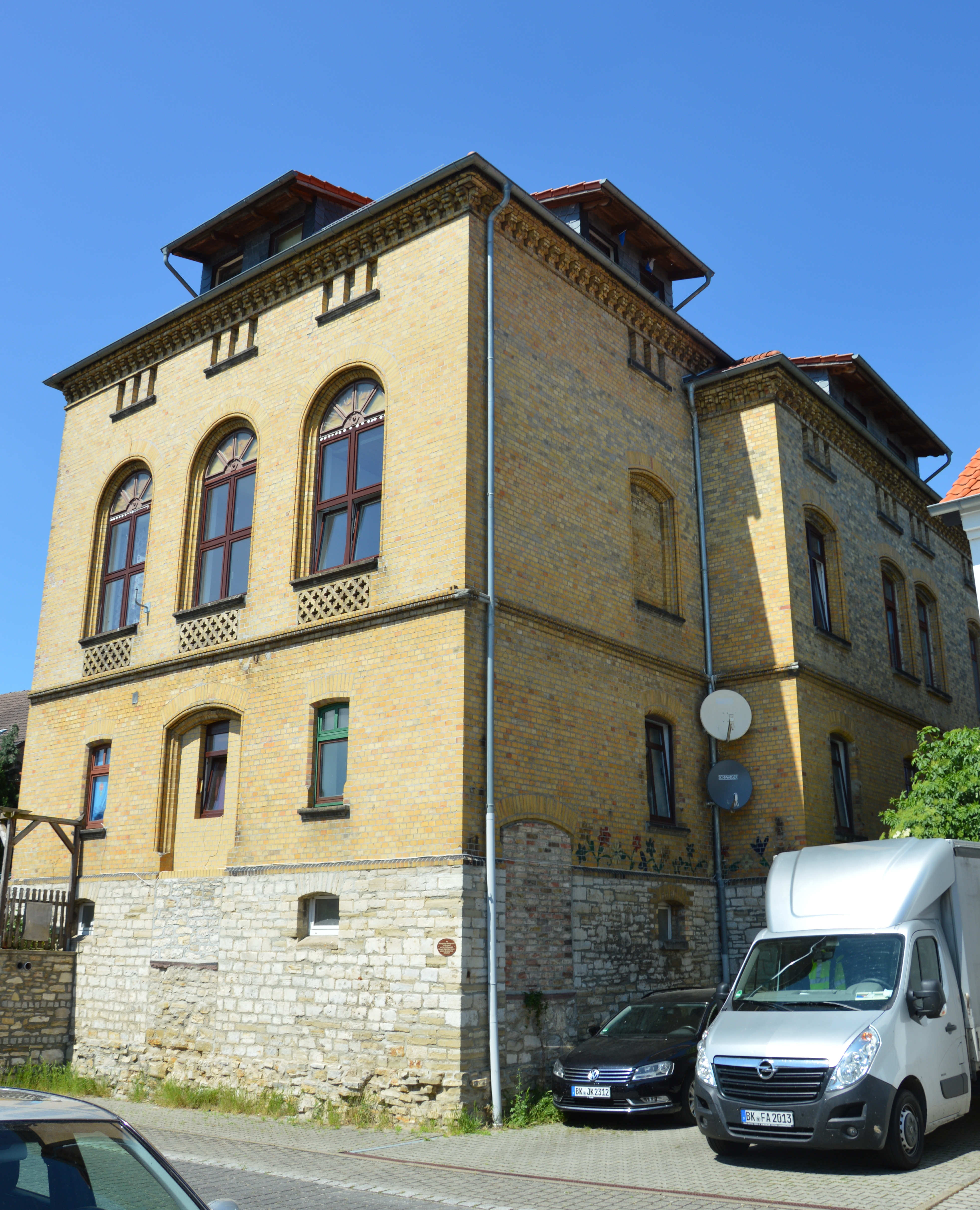
Ehem. Amtsgericht Hötensleben (2017)

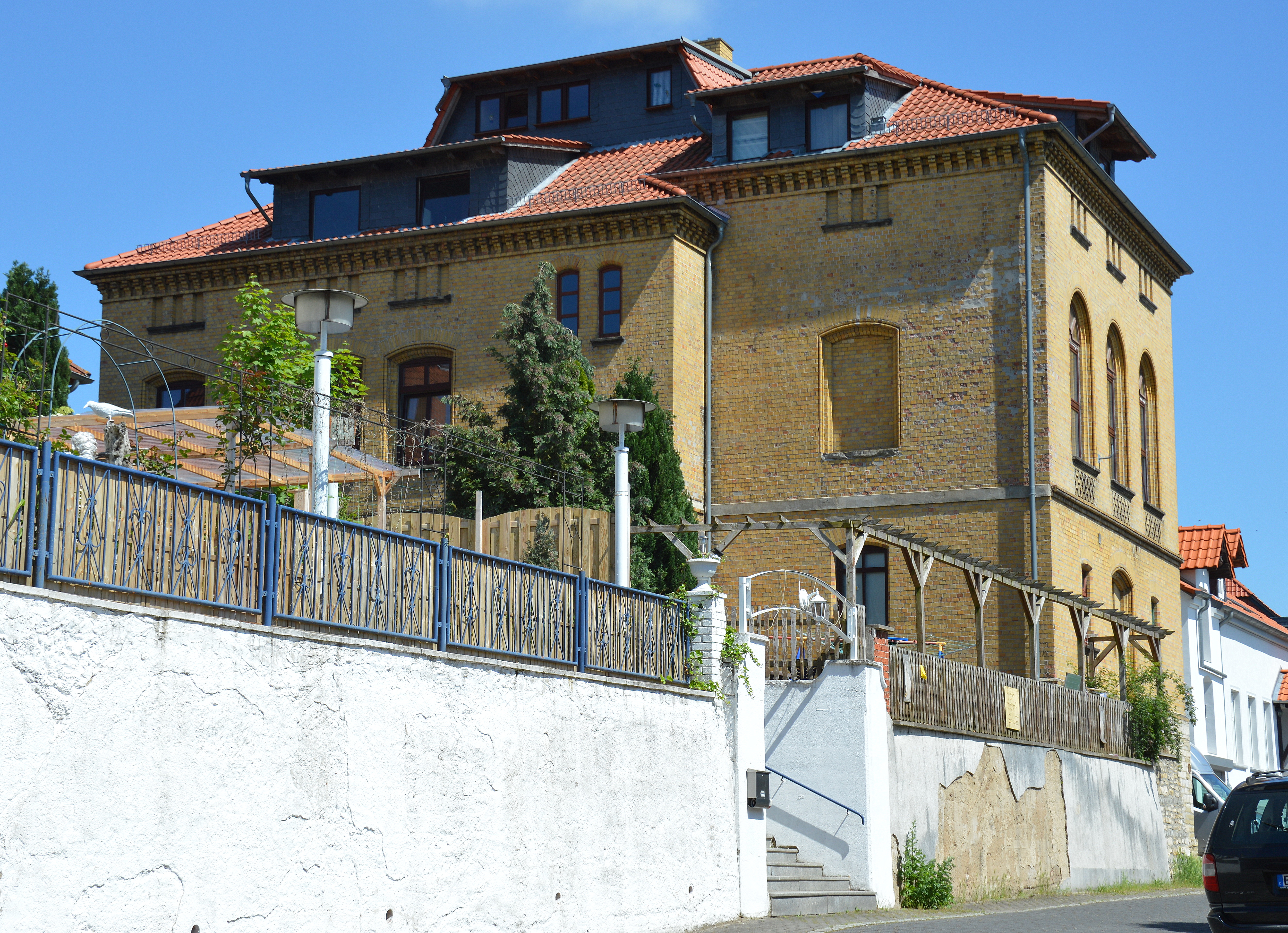
Blick von Westen (2017)

Das Amtsgericht Hötensleben war ein Amtsgericht in Hötensleben in Sachsen-Anhalt. Das erhaltene Gerichtsgebäude steht unter Denkmalschutz.

## Geschichte
Von 1849 bis 1879 bestand in Hötensleben die Gerichtskommission Hötensleben des Kreisgerichts Wanzleben im Sprengel des Appellationsgerichtes Magdeburg. Im Rahmen der Reichsjustizgesetze wurden 1879 reichsweit einheitlich Oberlandes-, Land- und Amtsgerichte gebildet. Das königlich preußische Amtsgericht Hötensleben wurde mit Wirkung zum 1. Oktober 1879 als eines von 18 Amtsgerichten im Bezirk des Landgerichtes Magdeburg im Bezirk des Oberlandesgerichtes Naumburg gebildet. Der Sitz des Gerichtes war die Stadt Staßfurt. Sein Gerichtsbezirk umfasste aus dem Landkreis Neuhaldensleben die Amtsbezirke Barneberg, Hötensleben, Sommerschenburg, Völpke, Wackersleben und Warsleben. Am Gericht bestand 1880 eine Richterstelle. Das Amtsgericht war damit ein kleines Amtsgericht im Landgerichtsbezirk.
Das Amtsgericht Hötensleben bestand zumindest bis 1951.

## Architektur
Das heutige Gerichtsgebäude wurde im Jahr 1879 errichtet. Es befindet sich im westlichen Teil Hötenslebens auf der Nordseite der Gerichtsstraße an der Adresse Gerichtsstraße 12. Das große aus Ziegelsteinen gebaute, repräsentative Haus entstand auf einem hohen Sockel aus Bruchsteinen. Die Fenster des Gebäudes sind mit Rundbögen versehen. Im Denkmalverzeichnis für Hötensleben ist das Gerichtsgebäude unter der Erfassungsnummer 094 56144 als Baudenkmal verzeichnet.